# Recy Taylor
Recy Taylor (geboren am 31. Dezember 1919; gestorben am 28. Dezember 2017) war eine Afroamerikanerin aus Abbeville im Henry County, Alabama, USA. Am 3. September 1944 wurde sie entführt und von sechs weißen Männern vergewaltigt. Obwohl die Männer die Vergewaltigung zugaben, weigerten sich zwei Grand Jurys in Folge, die Männer anzuklagen.
Taylors Vergewaltigung und die nachfolgenden Gerichtsfälle führten zu den ersten landesweiten Protesten der afroamerikanischen Gemeinschaft und gelten als einer der Auslöser der Bürgerrechtsbewegung.

## Frühe Jahre
Recy Taylor wurde am 31. Dezember 1919 auf dem Lande in Alabama geboren. Ihre Eltern waren Landarbeiter als Sharecropper. Ihre Mutter starb, als Taylor 17 Jahre alt war, und sie betreute ihre sechs Geschwister. Sie arbeitete weiterhin im Sharecropping. 1944, zur Zeit der Tat, war sie mit Willie Guy Taylor verheiratet und hatte eine Tochter, Joyce Lee.

## Tathergang
Recy Taylor war am 3. September 1944 nach dem Kirchbesuch zu Fuß auf dem Heimweg mit ihrer Freundin Fannie Daniel und deren Sohn West, als ein Auto am Straßenrand anhielt. In dem Auto befanden sich Herbert Lovett und sechs andere Männer, alle bewaffnet. Lovett beschuldigte Taylor, „den weißen Jungen in Clopton mit einem Messer verletzt zu haben“. Die Anschuldigung war falsch, da Taylor den ganzen Tag mit Daniel zusammen gewesen war. Die sieben Männer zwangen Taylor mit vorgehaltener Pistole dazu, in das Auto einzusteigen, und fuhren mit ihr zu einigen Bäumen am Straßenrand. Taylor bat darum, zu ihrem Mann und ihrem Kind zurückkehren zu können. Die Angreifer ignorierten ihre Bitte. Taylor wurde von sechs Männern vergewaltigt, eingeschlossen Lovett.

## Reaktionen
Daniel meldete Taylors Entführung sofort bei der Polizei. Daniel erkannte den Besitzer des Autos, Hugo Wilson, der zugab, Taylor zum Ort der Vergewaltigung gefahren zu haben. Er identifizierte die Täter als Dillard York, Billy Howerton, Herbert Lovett, Luther Lee, Joe Culpepper und Robert Gamble. Obwohl drei Augenzeugen Wilson als Fahrer des Autos identifizierten, befragte die Polizei weder Wilson noch die anderen Männer zur Vergewaltigung. Die schwarze Gemeinschaft war empört über die Untätigkeit der Polizei und informierte die National Association for the Advancement of Colored People (NAACP) in Montgomery. Die NAACP entsandte die Aktivistin Rosa Parks, um den Fall zu untersuchen.

## Erste Verhandlung
Parks gründete mit Unterstützung von Gewerkschaften, afroamerikanischen Organisationen und verschiedenen Frauengruppen das Committee for Equal Justice for Mrs. Recy Taylor. Die Gruppe rekrutierte Unterstützer im gesamten Land. Im Frühling 1945 hatten sie laut dem Chicago Defender „die einflussreichste Kampagne für equal justice seit zehn Jahren“ organisiert.
Die Verhandlung fand am 3. und 4. Oktober 1944 statt, mit einer ausschließlich weißen und männlichen Jury. Allerdings war keiner der Vergewaltiger verhaftet worden, weshalb die einzigen Zeugen Taylors schwarze Freunde und Familie waren. Taylors Familie konnte die Namen der Vergewaltiger nicht nennen, und da Sheriff Gamble keine Gegenüberstellung vorgenommen hatte, konnte Taylor ihre Angreifer vor Gericht nicht identifizieren. Zudem wurden Wilson und seine Mittäter erst nach Taylors Hearing unter Kaution gestellt. Nach einer Beratschlagung von nur fünf Minuten wurde die Klage von der Jury abgewiesen. Nur eine Anklage durch die Grand Jury würde eine Wiederaufnahme des Falls ermöglichen.

## Gewalttätige Einschüchterungen
In den Monaten nach der ersten Verhandlung erhielt Taylor mehrere Todesdrohungen und ihr Haus wurde von White Supremacists mit einer Brandbombe angegriffen. Taylor zog mit Mann und Kind zu ihren Eltern, wo ihr Vater und ihre Geschwister sie beschützen konnten. Ihre gesamte Familie hatte Angst, das Haus nach Einbruch der Dunkelheit zu verlassen, und Taylor verließ das Haus nicht einmal tagsüber. Sie hatte nicht nur Angst vor der wütenden Bürgerwehr, sondern auch vor den Drohungen ihrer Vergewaltiger. Ihr Vater Benny Corbitt hielt jede Nacht bewaffnet in einem Baum Wache. Taylor und ihre Familie gingen davon aus, den Rest ihres Lebens in Furcht zu leben. Die brutale Vergewaltigung und die verlogene Verhandlung fanden aber Aufmerksamkeit in den NAACP-Organisationen im ganzen Süden und in der schwarzen Gemeinschaft. Diese und zahlreiche andere Organisationen verteidigten Taylor und verlangten die Bestrafung ihrer Vergewaltiger.

## Aktivismus für Gerechtigkeit
Die Aktivisten versammelten sich in der Negro Masonic Hall, einem Gebäude der Prince-Hall-Freimaurer. Mitglieder der Montgomery und Birmingham NAACP, Redakteure und Journalisten der Alabama Tribune und Birmingham World, Mitglieder des Southern Negro Youth Congress und viele andere koordinierten ihre Anstrengungen um Gerechtigkeit für Recy Taylor. Ihre Erlebnisse wurden bis nach Harlem verbreitet. Eine Meldung im Pittsburgh Courier erregte landesweite Aufmerksamkeit. Dies führte zu einer Veröffentlichung in den New York Daily News unter dem Titel „Alabama Authorities Ignore White Gang’s Rape of Negro Mother“. Der Artikel prangerte die Rassentrennung an.
Nach weiteren Medienberichten war die Vergewaltigung allgemein bekannt und schwarze Aktivisten wandten sich an den damaligen Gouverneur von Alabama, Chauncey Sparks. Er stimmte widerwillig einer Untersuchung zu. Das „Committee for Equal Justice for Mrs. Recy Taylor“ (CEJRT) erhielt bald landesweite Unterstützung mit zahlreichen lokalen Gruppen im ganzen Land. Die Gruppe hatte einige illustre Mitglieder, unter anderem: W.E.B. Du Bois; Mary Church Terrell, eine Suffragette und Gründerin der National Association of Colored Women; Charlotte Hawkins Brown, eine bekannte Pädagogin; Ira De A. Reid, Soziologin und Vizedirektorin des Southern Regional Council; John Sengstacke, der Herausgeber des Chicago Defender; Countee Cullen und Langston Hughes der Harlem Renaissance; Lillian Smith, die Autorin der kontroversen interkulturellen Liebesgeschichte Strange Fruit; und Broadway-Impresario Oscar Hammerstein II." Die „illustre“ Gruppe zog die Aufmerksam des FBI auf sich, als das Komitee für unamerikanische Umtriebe behauptete, die Gruppe sei lediglich eine Deckorganisation für die Kommunistische Partei.

## Untersuchung und zweite Verhandlung
Im Rahmen von Sparks Untersuchung wurde Sheriff Gamble nochmals darüber befragt, welche Maßnahmen er ergriffen habe, um Gerechtigkeit für Recy Taylor zu erreichen. Gamble behauptete fälschlicherweise, er habe sofort nach dem Angriff seine Untersuchungen aufgenommen. Er behauptete auch, dass er alle an der Tat beteiligten Männer zwei Tage nach dem Angriff verhaftet habe und dass er Hugo Wilson unter eine Kaution von 500 $ gestellt habe. Er beschuldigte Taylor außerdem, eine Prostituierte zu sein und dass sie seit einiger Zeit wegen Geschlechtskrankheiten in Behandlung sei. Andere weiße Männer aus Abbeville hingegen bestätigten Taylors guten Leumund.
Bei der Befragung der Beschuldigten gaben vier der sieben Männer zu, mit Taylor Geschlechtsverkehr gehabt zu haben; sie behaupteten aber, sie sei im Grunde eine Prostituierte und habe freiwillig mitgemacht. Herbert Lovett und zwei andere Männer hingegen stritten ab, irgendetwas über die Vergewaltigung zu wissen. Joe Culpepper hingegen, einer der Täter, gab zu, dass er und die anderen Vergewaltiger in jener Nacht nach einer Frau Ausschau gehalten hatten, dass Lovett bewaffnet aus dem Auto stieg und mit Taylor sprach, dass Taylor in das Auto gezwungen wurde und später gezwungen wurde das Auto zu verlassen, dass sie sich ausziehen musste und vergewaltigt wurde. Culpeppers Aussage stimmte mit Taylors ursprünglicher Aussage überein. Der Attorney General präsentierte diese Information und die Aussagen der Beschuldigten am 14. Februar 1945 der Jury von Henry County. Es gelang ihm aber nicht, die wiederum ausschließlich aus weißen Männern bestehende Jury davon zu überzeugen, dass es genügend Beweismittel für eine Anklage gebe.

## Nachwirkungen
Die schwarze Gemeinschaft reagierte schockiert auf die zweiten Ablehnung von Taylors Fall. Aufgrund der Behauptung, Taylor sei eine Prostituierte, waren die Medienberichte über das zweite Hearing Taylor gegenüber eher feindselig.
Taylor lebte weitere zwanzig Jahre mit ihrer Familie in Abbeville. Sie sagte, sie habe in Angst gelebt, und viele Weiße hätten sie schlecht behandelt, selbst nachdem ihre Angreifer weggezogen waren. Sie zog später nach Florida.
2011 entschuldigten sich das Repräsentantenhaus von Alabama, der Bürgermeister von Abbeville und die Nachlassrichterin JoAnn Smith bei Recy Taylor dafür, wie sie behandelt worden war. Taylor erhielt die Entschuldigung 2011 am Muttertag, als sie die Rock Hill Holiness Church in Abbeville besuchte. „Ich fühlte mich gut“, sagte sie. „Das war ein guter Tag für die Entschuldigung. Ich hatte das nicht erwartet.“ Ebenfalls 2011 besuchte Taylor das Weiße Haus und nahm an einem Forum über Rosa Parks am National Press Club teil.
2017 erschien Nancy Buirskis Dokumentarfilm The Rape of Recy Taylor, der am New York Film Festival gezeigt wurde.

## Tod
Taylor starb am 28. Dezember 2017 im Schlaf in einem Altersheim in Abbeville, Alabama, nur drei Tage vor ihrem 98. Geburtstag.